# Сара Карріґан
Сара Карріґан (англ. Sara Carrigan, 7 вересня 1980) — австралійська велогонщиця.
Олімпійська чемпіонка 2004 року в груповій шосейній гонці, учасниця 2008 року.
Бронзова призерка Ігор Співдружності 2006 року в гонці з роздільним стартом.